# Bernard James
Bernard Ronald James (Savannah, Georgia, 7 de febrero de 1985) es un jugador de baloncesto estadounidense que actualmente se encuentra sin equipo. Con 2,08 metros de estatura, juega en la posición de pívot.

## Trayectoria deportiva

### Fuerzas Armadas y Universidad
Hijo de un militar de carrera, asistió al Forest High School, pero fue rechazado del equipo de baloncesto, por lo que no jugó hasta que años después se uniría a la Fuerza Aérea de los Estados Unidos, donde pasó seis años en misiones en Irak, Catar y Afganistán.
Tras acabar su estancia en el ejército, se matriculó en el Tallahassee Community College, donde permaneció dos años, para posteriormente ser transferido a los Seminoles de la Universidad Estatal de Florida, donde jugó dos temporadas en las que promedió 9,7 puntos, 7,0 rebotes y 2,3 tapones por partido.

### Profesional
Fue elegido en la trigésimo tercera posición del Draft de la NBA de 2012 por los Cleveland Cavaliers, pero sus derechos fueron traspasados junto con los de Jared Cunningham y Jae Crowder a Dallas Mavericks a cambio de Kelenna Azubuike y los derechos sobre Tyler Zeller. Debutó el 30 de octubre ante Utah Jazz, consiguiendo 8 puntos y 6 rebotes.
El 19 de julio de 2013, fue descartado por los Mavericks, pero fue nuevamente firmado el 26 de julio.
El 27 de febrero de 2014, fue asignado a los Texas Legends de la Liga de desarrollo de la NBA, pero fue reclamado a día siguiente.
A principios de septiembre de 2014, renovó su contrato con los Mavericks. Sin embargo, fue liberado por los Mavericks el 25 de octubre de 2014, a pocos días para el comienzo de la temporada 2014-2015 de la NBA.
Tras jugar en los Shanghai Sharks de la liga china, en febrero de 2015 regresó a los Mavericks.

## Estadísticas de su carrera en la NBA

### Temporada regular
| Año     | Equipo | PJ | PT | MPP | %TC  | %3P  | %TL  | RPP | APP | ROB | TPP | PPP |
| ------- | ------ | -- | -- | --- | ---- | ---- | ---- | --- | --- | --- | --- | --- |
| 2012-13 | Dallas | 46 | 11 | 9.9 | .515 | .000 | .610 | 2.8 | .1  | .3  | .8  | 2.8 |
| 2013-14 | Dallas | 30 | 0  | 4.9 | .478 | .000 | .545 | 1.4 | .1  | .1  | .3  | .9  |
| 2014-15 | Dallas | 16 | 2  | 9.9 | .444 | .000 | .870 | 2.4 | .3  | .1  | .9  | 2.8 |
| Total   | Total  | 92 | 13 | 8.3 | .497 | .000 | .680 | 2.3 | .1  | .2  | .7  | 2.2 |

### Playoffs
| Año   | Equipo | PJ | PT | MPP | %TC  | %3P  | %TL  | RPP | APP | ROB | TPP | PPP |
| ----- | ------ | -- | -- | --- | ---- | ---- | ---- | --- | --- | --- | --- | --- |
| 2014  | Dallas | 2  | 0  | 4.0 | .000 | .000 | .000 | .5  | .0  | .5  | .0  | .0  |
| 2015  | Dallas | 1  | 0  | 2.0 | .000 | .000 | .000 | .0  | .0  | .0  | .0  | .0  |
| Total | Total  | 3  | 0  | 3.3 | .000 | .000 | .000 | .3  | .0  | .3  | .0  | .0  |